# Jacques Rivette
Cet article possède un paronyme, voir Rivet (homonymie).
Jacques Rivette , né le 1er mars 1928 à Rouen et mort le 29 janvier 2016 à Paris 6e, était un cinéaste et critique de cinéma français,, associé à la Nouvelle Vague et à la revue Cahiers du cinéma. Il a réalisé un épisode (en trois parties) de la série Cinéastes de notre temps consacré à Jean Renoir, 7 courts métrages et 22 longs métrages parmi lesquels Suzanne Simonin, la Religieuse de Diderot (1967), L'amour fou (1969), Céline et Julie vont en bateau (1974), La bande des quatre (1988), La belle Noiseuse (1991) et Va savoir (2001). Son œuvre est marquée par la place qu'y occupent le théâtre, les thèmes récurrents du complot et du secret, l'emploi du plan-séquence et du son direct, des narrations parfois erratiques, et des durées inhabituellement longues (près de 13 heures pour Out 1 : Noli me tangere, plus de 4 heures pour L’amour fou et La belle Noiseuse).
Frappé par l’expérience vécue sur son tournage de Jean Cocteau telle que ce dernier la relate dans La Belle et la Bête, journal d’un film, Rivette tourne son premier court métrage à vingt ans. Il se rend à Paris, fréquente la Cinémathèque française de Henri Langlois et les ciné-clubs, se lie avec François Truffaut, Jean-Luc Godard, Éric Rohmer, Claude Chabrol, entre autres futurs cinéastes de la Nouvelle Vague. En 1953, André Bazin l'invite à écrire dans les Cahiers du cinéma.
Bien qu'il soit le premier cinéaste de la Nouvelle Vague à se lancer dans la réalisation d’un long métrage, Paris nous appartient ne sort qu'en 1961, quand Chabrol, Truffaut et Godard ont déjà sorti leurs premiers films et popularisé le mouvement. Rivette devient rédacteur en chef des Cahiers du cinéma en 1963 et se heurte à la censure française avec son deuxième long métrage, Suzanne Simonin, la Religieuse de Diderot. Enthousiasmé par ses entretiens filmés en 1967 avec Jean Renoir et séduit par le théâtre d'improvisation, Rivette décide de changer de cap en collaborant plus étroitement avec ses acteurs pour inventer ses personnages et en faisant son possible pour que ses tournages soient le lieu des expériences et des surprises. Cette méthode donne naissance à L'amour fou tourné en 1968 puis au très long métrage Out 1 : Noli me tangere. Ses films suivants des années 1970, tels que Céline et Julie vont en bateau ou Duelle, sont résolument fantastiques. Dans les années 1980, il rencontre la productrice Martine Marignac qui produira dès lors tous ses films. Au début des années 90, La belle Noiseuse reçoit un chaleureux accueil international. Souffrant de la maladie d'Alzheimer, Rivette cesse de tourner après 36 vues du Pic-Saint-Loup (2009).
Discret sur sa vie privée, Rivette a été brièvement marié à la photographe et scénariste Marilù Parolini dans les années 1960, puis épousa Véronique Manniez.

## Biographie

### Jeunesse et débuts
Jacques Pierre Louis Rivette est né à Rouen, en Seine-Maritime, d'André Rivette et d'Andrée Amiard. Selon son ami d'enfance André Ruellan, le père pharmacien de Rivette était un peintre doué qui aimait l'opéra. Sa sœur cadette se souvient avoir regardé les dessins animés de Félix le Chat sur un Pathé Baby avec Rivette chez leurs grands-parents. Scolarisé au lycée Pierre-Corneille, Rivette étudie ensuite la littérature à l'université « juste pour m'occuper » précise-t-il dans l'épisode de Cinéma de notre temps qui lui est consacrée.
Exalté par le livre de Jean Cocteau consacré au tournage de La Belle et la Bête (« ...en 46 je découvre La Belle et la Bête et, en même temps, je lis le journal de tournage de Cocteau, un tournage épouvantable, où ils ont eu tous les pépins imaginables. Je l’ai appris par cœur à force de le relire. Et c’est comme ça que j’ai découvert ce que j’avais envie de faire. »), Rivette tourne en 1949 son premier court métrage, Aux Quatre Coins, dans le quartier de la Côte Sainte-Catherine à Rouen. L'année suivante, il s'installe à Paris avec son ami Francis Bouchet, car « si l'on voulait faire du cinéma, c'était la seule voie ». Le jour de son arrivée, il rencontre son futur collaborateur Jean Gruault, qui l'invite au Ciné-Club du Quartier Latin voir Les Dames du Bois de Boulogne (1945) de Robert Bresson présenté par Éric Rohmer dont Rivette admire les textes critiques. Rivette tente d’entrer à l'Institut des Hautes Études Cinématographiques, sans succès. Il suit des cours à la Sorbonne mais fréquente surtout la Cinémathèque française.
À la Cinémathèque, avec Claude Chabrol, Jean-Luc Godard, François Truffaut, Suzanne Schiffman, Gruault et Bouchet, Rivette découvre le continent du cinéma muet et des premiers films parlants. Il rencontre Truffaut pour la première fois lors d'une projection de La règle du jeu de Jean Renoir (1939), et se tiendra au premier rang à la Cinémathèque à côté de Godard pendant plusieurs mois sans lui adresser la parole, jusqu’à ce que ce dernier se présente. Il est très actif dans les débats qui suivent les projections : Rohmer déclarera plus tard que, dans les concours de quiz cinématographiques au Studio Parnasse, il était « imbattable ». Rivette créditera les projections et conférences de Langlois de l'avoir aidé à persévérer pendant cette période de misère économique à Paris : « Un mot de vous m'a sauvé et ouvert les portes du temple ». Contrairement à ses collègues cinéastes, Rivette continuera à assister aux projections de la Cinémathèque tout au long des décennies suivantes.
En 1950, il écrit pour la Gazette du Cinéma fondée par Maurice Schérer (Eric Rohmer) qui cesse de paraître après cinq numéros. Son premier article, « Nous ne sommes plus innocents », témoigne du sentiment « qu'il y avait, dans les grands films de Griffith et de Stiller et de Stroheim, ou les premiers films de Dreyer et de Murnau, une innocence du cinéma qui était irrémédiablement perdue ». L'article « prolonge — et radicalise — une affirmation récurrente chez Schérer : le principe, hérité d'André Bazin, selon lequel le cinéma, ce "langage" qui reste à réinventer, n'est précisément pas un langage » écrit Hélène Frappat.
La même année, Rivette réalise son deuxième court métrage, Le Quadrille, produit et interprété par Godard qui a collecté les fonds nécessaires en volant et revendant la collection d'éditions originales de Paul Valéry appartenant à son grand-père. Rivette décrira Le Quadrille comme un film dans lequel « il ne se passe absolument rien. Il s'agit simplement de quatre personnes assises autour d'une table, qui se regardent. » Le qualifiant de « lettriste », Rivette racontera qu'Isidore Isou, le fondateur du lettrisme, avait trouvé le film « ingénieux ».
Rivette et ses amis cinéphiles se lient définitivement en septembre 1950 lors du Rendez-vous du film de Biarritz (ex-Festival du film maudit) organisé par, entre autres, les critiques André Bazin et Jacques Doniol-Valcroze, dans la foulée d'un ciné-club parisien nommé Objectif 49. Rivette, Godard, Truffaut et le futur directeur de la photographie Charles Bitsch s'y rendent ensemble et critiquent vivement la programmation et surtout l'organisation du festival. Ce conflit consolide l'amitié entre les membres du groupe, leur valant une réputation de « jeunes Turcs » bohèmes et fauteurs de troubles. Rivette revient sur ce conflit dans le numéro de novembre de la Gazette du cinéma : « Projections clairsemées, conciliabules hâtifs entre éminences, cocktails où chaque cercle se fermait sur lui-même, mornes propos apéritifs où le mépris du cinéma se mêle au contentement de soi-même... » Il est dès lors vu comme le meneur des « hitchcocko-hawksiens » d'après la formule d'André Bazin. Dans les années suivantes, Rivette et ses amis passent leurs journées à regarder des films avant d'en discuter jusque tard dans la nuit en rentrant chez eux à pied.
En 1951, Bazin fonde la revue Cahiers du cinéma et embauche la plupart des « hitchcocko-hawksiens ». Rivette commence à y écrire en février 1953. Tout au long des années 50, il s'y montrera extrêmement critique envers les réalisateurs français renommés, qu'il accuse d'avoir peur de prendre des risques et d'être corrompus par l'argent. Dans ses critiques, peu nombreuses mais marquantes pour les générations suivantes de critiques de cinéma (Serge Daney, entre autres, citera très souvent son texte sur « le travelling de Kapò »), il exprime avec tranchant son admiration pour les films de Roberto Rossellini, pour Mizoguchi Kenji, pour Ingmar Bergman, pour le cinéma américain – en particulier l’œuvre considérée en France comme « commerciale » de réalisateurs tels que Fritz Lang, Howard Hawks, Alfred Hitchcock ou Nicholas Ray – et, parallèlement, son rejet du cinéma français dit de la « Qualité française » auquel il oppose certains auteurs français alors relativement ignorés ou fortement critiqués, tels que Sacha Guitry, Jean Cocteau, Jean Renoir, Alexandre Astruc ou Max Ophüls. Entre 1954 et 1957, les Cahiers du cinéma publient des entretiens réalisés par Rivette et Truffaut avec Jacques Becker, Abel Gance, Hawks, Hitchcock, Fritz Lang, Jean Renoir, Roberto Rossellini ou encore Orson Welles.
Durant l'été 1952, Rivette réalise un troisième court métrage, Le Divertissement. Charles Bitsch le qualifiera de « marivaudage rohmeresque entre jeunes hommes et jeunes femmes ». Assistant de Jacques Becker (sur Ali Baba et les Quarante Voleurs) et de Jean Renoir (sur French Cancan), Rivette est directeur de la photographie sur le court métrage de Truffaut Une Visite (1954) et sur le court de Rohmer Bérénice (1954). Désireux de se lancer dans un long métrage, il envisage d'adapter des œuvres d'André Gide, de Raymond Radiguet, de Georges Simenon et d'Ernst Jünger. En 1956, avec le soutien financier de Chabrol et du producteur Pierre Braunberger, il réalise en 35mm avec un Caméflex le court métrage Le Coup du Berger. Écrit par Rivette, Chabrol et Bitsch, le film raconte l'histoire d'une jeune fille qui reçoit un manteau de vison de la part de son amant et doit le cacher à son mari ; le commentaire oral de Rivette découpe l'intrigue en autant de coups d'une partie d'échecs. Jacques Doniol-Valcroze et Jean-Claude Brialy jouent dans le film, Godard, Truffaut, Bitsch et Robert Lachenay y figurent, Jean-Marie Straub assiste Rivette à la mise en scène. Tourné en deux semaines dans l'appartement de Chabrol, le budget est entièrement dédié à l'achat de pellicule. Le film est distribué par Braunberger en 1957. Truffaut qualifiera Le Coup du berger d'inspiration pour lui, Chabrol, Alain Resnais et Georges Franju, qui réalisent leurs premiers longs métrages peu de temps après : « Cela avait commencé. Et cela avait commencé grâce à Jacques Rivette. De nous tous, c'était lui le plus farouchement déterminé à bouger. » Rohmer en louera la mise en scène, écrivant qu'il y a dans ce court métrage « plus de vérité et de bon cinéma que dans tous les autres films français sortis l'année passée. »

### Paris nous appartientdans la Nouvelle Vague
En 1955, Roberto Rossellini, modèle déclaré des futurs cinéastes des Cahiers, obtient de Henry Deutschmeister, producteur de French Cancan, qu'il finance une production de longs métrages de fictions consacrés à la réalité française contemporaine. Avec son coscénariste Gruault, Rivette propose à Rossellini un projet de film consacré à la Cité universitaire de Paris. Jean Gruault racontera : « Nous bâtîmes une histoire intitulée La Cité, où l'influence de Richard Brooks, champion américain du cinéma de dénonciation, se mêlait assez peu harmonieusement à celle du Roberto socio-mystique de la "période Ingrid". » Rossellini critique durement le projet mais transmet au duo une somme d'argent, avant de partir en Inde réaliser Inde, terre mère. Rivette et Gruault révisent leur scénario en s'appuyant sur les critiques de Rossellini et écrivent ce qui va devenir Paris nous appartient. Le titre détourne une citation fameuse de Charles Péguy : « Paris n'appartient à personne. » Grâce à du matériel emprunté, un prêt des Cahiers du cinéma et des bobines de film fournies par Chabrol, le film est tourné muet à l'été 1958 et le son ajouté l'année suivante suite aux apports financiers de Chabrol et Truffaut après le succès des Cousins et des Quatre Cents Coups.
Dans Paris nous appartient, Anne (Betty Schneider), une jeune étudiante parisienne, se rapproche d'une troupe qui répète, sous la direction de Gérard (Giani Esposito), la pièce Périclès de Shakespeare, affronte la rumeur d'une société secrète cherchant à dominer le monde, et fait la rencontre d'un journaliste américain excentrique et paranoïaque. Ce film-fleuve et labyrinthique ouvre de multiples pistes mais n'en ferme aucune au bout de l'errance angoissée de sa protagoniste à travers les cercles d'une certaine jeunesse parisienne. Rivette en dira plus tard : « C'est le film d'un enfant de seize ans, mais c'est peut-être sa naïveté qui fait sa force. » Le plus décidé des membres de la Nouvelle Vague à passer à la réalisation, Rivette est le dernier dont le premier long métrage sort en salles, le 13 décembre 1961 à Paris.
En 1989, Rivette comparera la Nouvelle Vague aux peintres impressionnistes, comparant la disponibilité offerte par les tubes, qui permit aux artistes de peindre en extérieur, aux avancées techniques (pellicules plus rapides, enregistreur sonore portable Nagra) ayant offert aux cinéastes la possibilité de tourner en équipe légère dans les rues.

### Direction desCahiers, affaireLa Religieuse, tournage deJean Renoir le patron
Après la mort d'André Bazin en 1958, Rohmer devient rédacteur en chef des Cahiers du cinéma. Bientôt, des membres de la rédaction et ses amis cinéastes lui reprochent de ne pas faire de la revue un « instrument de combat » au service des films de la Nouvelle Vague. Sous la pression, il démissionne en juin 1963, cédant sa place à Rivette.
Sous la direction de Rivette, les Cahiers s'ouvrent aux « nouveaux cinémas », au monde de l'art et des idées, puis, de plus en plus, aux problèmes politiques de leur temps. « C'est Rivette, expliquera Jean Narboni à Hélène Frappat, qui avait le discours le plus élaboré en termes de modernité. (Il) avait le discours le plus cohérent et la connaissance la plus approfondie de tout ce qui se faisait dans des champs éloignés : théâtre, peinture, musique. Rivette était vécu comme le théoricien avant-gardiste de la modernité. » Les Cahiers réalisent alors des entretiens avec Roland Barthes ou Pierre Boulez. Cependant, l'exigence de Rivette est telle que les articles se multiplient et que les retards s'accumulent. Après la parution d'un coûteux numéro double consacré au cinéma américain en décembre 1963, les Cahiers très endettés sont rachetés par Daniel Filipacchi, qui va s'employer à donner à la revue un style « magazine ». En avril 1965, Rivette est remplacé à la rédaction en chef par Jean-Louis Comolli et Narboni.
En 1959, Jean Gruault présente à Rivette son adaptation pour la scène du roman de Denis Diderot La Religieuse. Le producteur Beauregard se disant intéressé, Gruault et Rivette entament en 1961 l'écriture d'un scénario. Rivette propose à Anna Karina, épouse de Jean-Luc Godard, d'interpréter l'héroïne Suzanne Simonin. Godard finance la mise en scène de la pièce écrite par Gruault et réécrite par Rivette. Grâce à l'aide technique et financière du metteur en scène Antoine Bourseiller, elle est jouée du 6 février au 5 mars 1963 au Studio des Champs-Élysées. Lotte H. Eisner dira de ce spectacle de trois heures que « c'est ce qu'(elle a) vu de plus beau depuis Bertolt Brecht ». Enthousiasmé par l'interprétation d'Anna Karina, Beauregard obtient l'accord de la pré-censure pour faire le film.
Avant que le film soit terminé, des associations de religieuses lancent une campagne d'opposition et réclament du commissaire de police de Paris Maurice Papon et du ministre de l'Information Alain Peyrefitte qu'ils l'interdisent. Terminé début 1966, le film est interdit aux moins de 18 ans mais approuvé à deux reprises par la commission de censure en mars. Cependant, le nouveau ministre de l'Information Yvon Bourges ignore l'avis et interdit le film, justifiant la censure en ces termes : « Cette décision est motivée par le fait que le film est de nature, en raison du comportement de quelques personnages, comme de certaines situations, ainsi que de l'audience et de la portée spécifiques d'un film commercialement distribué, à heurter gravement les consciences d'une très large partie de la population. » Le ministre de la Culture André Malraux autorise une unique projection au festival de Cannes.
Beauregard lance une campagne publique de protestation. De nombreux journalistes écrivent des articles et des éditoriaux exigeant la sortie du film ; un « Manifeste des 1 789 » est signé par Jacques Prévert, Raymond Queneau ou encore Marguerite Duras ; de nombreux prêtres et religieuses dénoncent l'interdiction ; Godard écrit une « Lettre à André Malraux » que Le Nouvel Observateur publie le 6 avril 1966 : « Si ce n'était prodigieusement sinistre, ce serait prodigieusement beau et émouvant de voir un ministre UNR de 1966 avoir peur d'un esprit encyclopédique de 1789. » À Cannes, Rivette déclare cependant : « Nous n'avons pas du tout cherché le scandale, nous avons simplement cherché à mettre sur pellicule un sujet qui posait un certain nombre de questions passionnantes et brûlantes ». Le film est salué par la critique et, finalement, Beauregard obtient gain de cause auprès de la commission de censure : le président Charles de Gaulle ordonne au nouveau ministre de l'Information, Georges Gorse, de lever l'interdiction. Suzanne Simonin, la Religieuse de Diderot (couramment appelé La Religieuse) sort en salles le 26 juillet 1967 et connaît un grand succès qui doit beaucoup à cette affaire.
Suzanne Simonin, la Religieuse de Diderot est l'histoire d'une jeune femme envoyée de force par sa famille au couvent. N'ayant qu'une idée fixe, en sortir, elle subit la violence de la tyrannie des mères supérieures, de la jalousie des sœurs, puis du désir sexuel de femmes et d'hommes. Des avocats acquis aux idées nouvelles prennent son parti et tentent d'obtenir sa libération, mais d'autres forces politiques et mondaines la condamnent à rester enfermée.
Anna Karina racontera qu'il était « très agréable de tourner avec Jacques : il n'est pas toujours derrière la caméra, il est partout dans les coins... » Mais Rivette dira : « Je me suis ennuyé très fort (...) Ce texte de Diderot que j'avais adapté très soigneusement, je le connaissais par cœur. »
En 1966, à la demande de Janine Bazin et André S. Labarthe, Rivette tourne pour la série Cinéastes de notre temps l’épisode en trois parties Jean Renoir le patron, ce titre faisant référence à l’ouvrage Braque le patron de Jean Paulhan qui l’avait marqué. Il monte le documentaire avec Jean Eustache. Cette expérience d’écoute attentive de la parole de Renoir le conduit à remettre en question ses méthodes de travail. Il se met à envisager « un cinéma qui n’impose rien, où l’on essaie de suggérer les choses, de les voir venir, où c’est d’abord un dialogue à tous les niveaux, avec les acteurs, avec les situations, avec les gens qu’on rencontre, où le fait de tourner le film fait partie du film. » André S. Labarthe, qui participe au tournage, racontera : « D’un côté de la table : Rivette, Janine Bazin et notre équipe réduite. De l’autre : Renoir et Michel Simon, côte à côte. Ils ne s’étaient pas vu depuis longtemps. Ambiance chaleureuse, donc, où chacun s’efforce de séduire l’autre mais dans des buts différents. Michel Simon a envie d’être aimé. Renoir, qui a compris cela, va donner à Michel Simon ce qu’il attend mais en s’arrangeant pour orienter la conversation de manière à ce qu’elle intéresse aussi la caméra. Renoir se souciait tellement de la caméra qu’à un moment donné, alors qu’on chargeait les magasins, sans pour autant interrompre la conversation, il s’adresse à Rivette et lui demande : "Est-ce que ça tourne ? " Et Rivette, plus renoirien que Renoir, de répondre du tac au tac : "Ça tourne comme la terre autour du soleil, vous savez. Ça n’a plus d’importance." Je ne sais pas si cela suffit pour parler de révolution copernicienne, mais je suis sûr que cela nous renseigne sur le cinéma que Rivette va faire à partir de L’amour fou : un tournage qui tournerait comme la terre autour du soleil, sans début ni fin. Lorsque j’intervenais dans L’amour fou, avec une petite caméra 16, je me souviens que Rivette qui tournait, lui, avec une caméra 35, ne disait jamais "Coupez !" Quand la caméra arrivait au bout du magasin, il était obligé de couper. »

### L'amour fou, affaire Langlois,Out 1
Rivette tourne L'amour fou durant l'été 1967. Le film naît d'une proposition de Beauregard de faire un film pour 45 millions d'anciens francs et de l'envie qu'a Rivette de travailler avec Jean-Pierre Kalfon et Bulle Ogier, découverts (comme d'autres acteurs du film, par exemple Michèle Moretti) dans les spectacles de Marc'O. Le film est tourné en cinq semaines.
L'amour fou comporte plusieurs trames qui s'entremêlent : une troupe de théâtre répétant la pièce Andromaque de Jean Racine ; le tournage, par André S. Labarthe jouant son propre rôle, d'un documentaire en 16mm pour la télévision consacré à ces répétitions ; l'évolution de la relation entre le metteur en scène (Kalfon/Sébastien) et sa femme actrice (Ogier/Claire) qui quitte la troupe de théâtre au commencement du film et plonge peu à peu dans la solitude et une sorte de folie. La dernière heure du film montre le couple s'enfermer dans leur appartement pour y faire l'amour et tout détruire autour d'eux, avant la disparition de Claire. « L’histoire, résumera Rivette, c’est quelqu’un partagé entre deux endroits, deux lieux clos, l’un où il répète, l’autre où il essaie de sauver — si l’on peut dire — le couple qu’il fait avec sa femme, sans qu’on sache si c’est le fait que le couple va mal qui fait la pièce aller mal ou le contraire. »
Rivette trouve avec ce film une fonction et une méthode de travail qui le rendent enfin heureux pendant le tournage : « Avant, les tournages étaient toujours un pensum pour moi, quelque chose d’affreux, un cauchemar. J’aimais penser au film avant de le faire, j’aimais le monter une fois tourné, mais les tournages eux-mêmes s’étaient toujours faits dans de mauvaises conditions. C’est la première fois que le tournage non seulement n’a pas été un enfer, mais a même été le moment le plus passionnant. » Engagé dans les remises en question du statut d'auteur qui ont cours à l'époque, Rivette explique que « le film n'est qu'un résidu (...) Ce qui était passionnant, c’était de susciter une réalité qui se mettait à exister d’elle-même, indépendamment du fait qu’on la filme ou non, et ensuite, de se comporter vis-à-vis d’elle comme d’un événement sur lequel on fait un reportage, dont on ne garde que certains aspects, sous certains angles, suivant le hasard ou les idées qu’on a, parce que, par définition, l’événement déborde toujours complètement, et de tous côtés, le récit ou le rapport qu’on peut en faire. »
Fin 1967, à l'expiration du mandat de directeur administratif de la Cinémathèque française, un conflit éclate entre Henri Langlois et André Malraux qui veut nommer à sa place un haut fonctionnaire. En février 1968, un conseil d’administration nommé par le gouvernement prend le contrôle de la Cinémathèque. Rivette et ses amis unissent alors leurs forces pour exiger la réintégration de Langlois. Préfigurant les événements de Mai 68, les manifestations se multiplient, fédérant le personnel licencié, des cinéastes, des intellectuels, le syndicat CGT, la Fédération française des ciné-clubs, etc. Le 16 février, un Comité de défense de la Cinémathèque française est créé, Rivette en est un de secrétaires ; en mars, il est nommé membre d'un comité consultatif. Le mois suivant, Langlois retrouve son poste de secrétaire général à la Cinémathèque. Cette « affaire Langlois » sert de prélude à la constitution, à la mi-mai, des États généraux du cinéma français, un comité de travailleurs de l'industrie cinématographique qui réclament une refondation de la production cinématographique française et du rôle du CNC. Rivette assiste à une réunion au cours de laquelle le comité appelle à la grève générale des travailleurs de l'industrie et à l'interruption du Festival de Cannes 1968 en signe de solidarité. Il prévient Truffaut présent à Cannes qui, avec Godard et d'autres réalisateurs, parvient à interrompre la tenue du festival.
Au producteur Stéphane Tchalgadjieff qui rencontre l’auteur de L’amour fou qu’il admire, Rivette déclare vouloir pousser plus loin le travail d’improvisation avec un certain nombre d’acteurs (dont Jean-Pierre Léaud, Juliet Berto, Michael Lonsdale et, à nouveau, Bulle Ogier) qui inventeraient leurs personnages, dont ensuite Rivette et sa co-réalisatrice Suzanne Schiffman organiseraient les rapports et les rencontres. L’Avance sur recettes permet à Rivette, Schiffman et Tchalgadjieff de lancer le tournage d'Out 1 en avril 1970.
Dans Out 1 (le chiffre dans le titre se prononçant « un » en français et non « one », Rivette envisageant d’en réaliser une suite), Jean-Pierre Léaud incarne Colin, un marginal parisien qui se fait passer pour sourd-muet et reçoit des messages anonymes faisant référence à La Chasse au Snark de Lewis Carroll et à l'Histoire des Treize d'Honoré de Balzac. Colin se met à croire qu'une société secrète, semblable à celle inventée par Balzac, cherche à le contacter. En parallèle, Frédérique (interprétée par Juliet Berto), une voleuse, mène également son enquête. Leurs trajectoires croisent celles de plusieurs autres personnages dont Lili (Michèle Moretti) et Thomas (Michael Lonsdale, qui s'est inspiré de son travail avec le Living Theatre de Peter Brook à Londres en 1968), chacun d'eux dirigeant une troupe de comédiens, l'une répétant Prométhée enchaîné et l'autre Les Sept contre Thèbes d'Eschyle.
Rivette voulait « que le film fonctionne comme un mauvais rêve, surchargé d’incidences et de lapsus, un de ces rêves qui semblent d’autant plus interminables que l’on sait plus ou moins qu’il s’agit d’un rêve, et dont on ne croit sortir que pour y retomber ». « Au départ », expliquera-t-il plus tard, « on pensait que ce serait très joyeux, on était parti avec les acteurs en critiquant L’amour fou et son côté angoissé, psychodrame, psychotique même, en disant : justement, là ce sera pas ça, ce sera purement du jeu avec de la fiction, du feuilleton, ce sera gai, et puis le film est devenu très vite assez angoissant ».
Initialement prévu pour être diffusé en plusieurs épisodes comme une série télévisée, Out 1 est refusé par l’ORTF, la chaîne publique. Le film sous-titré Noli me tangere est projeté une fois dans sa version originale de 760 minutes à la Maison de la Culture du Havre les 9 et 10 septembre 1971. Plus de 300 personnes, la plupart ayant fait le déplacement depuis Paris, assistent à cette première que Martin Even du Monde qualifie de « voyage au-delà du cinéma ». Restauré en 1989 avec le soutien de Stéphane Tchalgadjieff qui en a récupéré les droits, Out 1 : Noli me tangere connaîtra une sortie cinéma et une édition DVD en France en 2015.
Après le refus de l'ORTF d'en diffuser la version complète, Rivette passe plus d'un an à monter une version alternative de 260 minutes intitulée Out 1 : Spectre qui sort en 1974. « Nous avons essayé que ce ne soit pas un "digest" de la version longue, mais un autre film ayant sa logique propre : plus proche du puzzle ou des mots croisés que l'autre, jouant moins sur l'affectivité, plus sur les rimes ou les oppositions, les ruptures et les raccords, les césures et les censures. »

### Céline et Julie vont en bateau, lesScènes de la vie parallèle,Merry-Go-Round
En 1973, Rivette tente de réaliser Phénix, un film sur le monde du théâtre parisien au début du XXe siècle, avec Jeanne Moreau et Juliet Berto. « Je ne me souviens pas de l’idée de départ, peut-être suscitée par les deux derniers épisodes d’Out, où le fantastique contaminait peu à peu la vie "réelle" : assez vite, j’ai eu l’idée de Sarah Bernhardt rencontrant Le Fantôme de l’Opéra, et aussitôt j’ai pensé à Jeanne Moreau. (…) Un matin, le téléphone sonne : c’est Jeanne, qui me proposait de mettre en scène Phèdre, avec elle, au théâtre. Je lui ai dit que j’étais justement en train d’écrire un scénario en pensant à elle, elle m’a tout de suite répondu : « Ah ! Si c’est un film, alors je préfère ». » N’obtenant que la moitié de la somme nécessaire pour réaliser ce film coûteux en costumes et décors d’époque, il abandonne le projet.
Rivette propose alors à Juliet Berto de monter ensemble rapidement un film « pauvre » où jouerait également Dominique Labourier, actrice amie de Berto que Rivette a remarquée dans Le Petit Théâtre de Jean Renoir. Les deux femmes choisissent les prénoms de leurs personnages sur un calendrier. Rivette et son scénariste Eduardo de Gregorio s’inspirent de plusieurs nouvelles de Bioy Casares (Le Parjure de la neige) et de Henry James (Le Roman de quelques vieilles robes et L’Autre Maison) pour concevoir l'intrigue, les actrices inventant leurs répliques au jour le jour. Céline et Julie vont en bateau commence par la rencontre de hasard de Julie (Labourier) et Céline (Berto) qui se lient d'amitié puis découvrent une mystérieuse maison où « des personnages étranges venus d’une autre époque (jouent) un mélo démodé (…) dont les mystérieuses intrigues, dans la grande maison bourgeoise où le temps semble arrêté, se répètent, indéfiniment, à l’identique. » Produit par Barbet Schroeder (qui joue le veuf dans la maison) et tourné en août et septembre 1973, Céline et Julie vont en bateau remporte le Prix spécial du jury au Festival international du film de Locarno en 1974.
Avec, de nouveau, l’aide de Stéphane Tchalgadjieff qui obtiendra l'Avance sur recettes pour ce projet, Rivette conçoit une série de quatre films : Scènes de la vie parallèle (d’abord appelée Les filles du feu, titre inspiré de Gérard de Nerval) : le premier doit être une « love story », le deuxième un film fantastique, le troisième un western (ce sera un film d'aventures) et le quatrième une comédie musicale. L'intention déclarée de Rivette est « d'inventer une nouvelle approche du jeu cinématographique où la parole, réduite à des phrases essentielles, des formules précises, jouerait le rôle de ponctuation poétique. Ni un retour au cinéma muet, ni une pantomime, ni une chorégraphie : autre chose, où les mouvements des corps, leur contrepoint et leur inscription dans l'espace de l'écran, seront la base de la mise en scène. » Dans chacun des films, des musiciens doivent apparaître à l'écran et, par moments, improviser en fonction du déroulement des événements.
Rivette tourne d'abord Duelle (sous-titré : Une quarantaine), le second film de la tétralogie, en mars et avril 1976. La fille de la Nuit (Juliet Berto) y affronte la fille du Soleil (Bulle Ogier) pour un diamant magique qui permettra à la gagnante de rester sur terre et perdre l'immortalité. Puis il enchaîne, en mai 1976, avec le tournage en Bretagne, au château de La Roche Goyon, de Noroît (sous-titré : Une vengeance), le film n°3 inspiré de La Tragédie du vengeur de Cyril Tourneur, dans lequel la pirate Morag (Geraldine Chaplin) cherche à se venger de Giulia (Bernadette Lafont) qui a assassiné son frère.
En août 1975, Rivette entame le tournage du premier volet de la série : Marie et Julien, une histoire d'amour entre un mortel et une revenante réunissant Albert Finney et Leslie Caron, mais après trois jours le cinéaste abandonne le tournage, et les Scènes de la vie parallèle sont abandonnées. Rivette racontera plus tard qu'il s'était « effondré physiquement… J'avais surestimé mes forces. »  Le 4ème film, une comédie musicale, aurait dû mettre en vedette Anna Karina et Jean Marais. Noroît sera projeté à Londres mais pas distribué. Rivette racontera que Susan Sontag avait apprécié le film, et que Jean Rouch fut enchanté de reconnaître certains mythes africains dans l'intrigue de Duelle inspirée de mythes celtiques découverts à la lecture du Carnaval de Claude Gaignebet et de La Femme celte de Jean Markale.
Stéphane Tchalgadjieff négocie alors avec la Commission d'Avance sur Recettes du CNC et obtient que seul l'un des deux projets restants des Scènes de la vie parallèle soit réalisé, mais Rivette refuse cette solution et va mettre en scène un film sans rapport : Merry-Go-Round. Le film s'inspire des acteurs Maria Schneider et Joe Dallesandro, Rivette proposant le point de départ suivant : « deux personnes se réunissent parce qu'une troisième, qui leur a donné rendez-vous, n'est pas là. » L'évolution de leurs rapports et de l'intrigue s'improvisent dans le contexte d'un tournage où « ça se passait très mal ». « Maria Schneider s'est mise à détester le comédien (Joe Dallesandro) qu'elle avait amené ! (...) Je ne sais pas comment on a terminé le tournage et Jacques, plus tard, a décidé que le film était in-montable. Il a fait appel à Hermine Karagheuz et à des musiciens (Barre Phillips et John Surman) et il a créé une sorte de monde parallèle à l'intérieur du film. » (Eduardo de Gregorio) Gaumont bloque la sortie du film qui attendra 1983 avant de trouver le chemin des salles.

### Les années 80, duPont du NordàLa Bande des quatre
En 1980, dix ans après Out 1, Rivette a l'envie de « faire un autre film... — bilan c'est beaucoup dire, mais enfin quand même un petit tableau de la France vue de mon petit clocher ». Bulle Ogier et sa fille Pascale Ogier travaillent avec Rivette et Suzanne Schiffman à échafauder leurs personnages, Jérôme Prieur écrit ensuite les dialogues. Avec pour la première fois le soutien de la productrice Martine Marignac et une petite somme versée dans le cadre de l'Année du Patrimoine, Rivette réalise d'une part le court métrage Paris s'en va, et d'autre part le long métrage Le Pont du Nord qui sort en salles en janvier 1982. « Nous avons fait en même temps ce court métrage pour le Patrimoine et le long métrage, le court étant d'ailleurs fait en grande partie avec des éléments du long mis ensemble d'une autre façon ; comme une longue bande-annonce plus abstraite, un peu gag... » Le Pont du Nord s'inspire de Don Quichotte : « Un jour Rivette est arrivé avec le Don Quichotte de Cervantès ; il nous a dit : "Je n'ai pas l'intention d'adapter ce livre, mais depuis longtemps j'ai envie de le donner à des acteurs avant de commencer un tournage." Nous l'avons lu, avec ravissement, parce que c'est un livre très joyeux. Et nous avons commencé à travailler autour d'une table. » Le film met en scène la rencontre et l'errance de deux femmes dont la première, Marie (Bulle Ogier), sort de prison (« Je sortirais du film de Rainer Fassbinder La Troisième Génération » proposa-t-elle à Rivette) et retrouve un amant crapuleux (interprété par Pierre Clémenti) qui l'entraîne vers le drame, tandis que la seconde (Pascale Ogier), qui se fait appeler Baptiste, n'a ni attaches ni origine, et occupe son temps à batailler contre les manifestations d'agressivité que représentent pour elle les visages sur les publicités, les statues de lion, et certains hommes qu'elle nomme les « Max » qu'elle accuse de surveiller en secret la population. Le budget du film étant très serré, Rivette s'adapte en rendant, par exemple, le personnage de Bulle Ogier claustrophobe, afin de ne pas avoir à filmer de scènes d'intérieur. Rivette déclarait à propos du Pont du Nord que « Paris (y) est le cinquième personnage, avec lui aussi son évolution et ses moments d'humeur. » A propos du rôle que jouent les terrains vagues de manière de plus en plus affirmée dans le film, Jacqueline Maria Broich écrit : « Baptiste et Marie ne sont pas seulement des nomades urbaines marginalisées qui y trouvent un refuge à titre transitoire, mais aussi des personnages enfantins à qui ces terrains vagues servent de champ d’expérimentation et de rêverie. »
En 1991, Emmanuelle Béart joue La Belle Noiseuse dans le film homonyme, aux côtés de Michel Piccoli et Jane Birkin. Sandrine Bonnaire est Jeanne d'Arc dans le diptyque Jeanne la Pucelle (1994), composé de Batailles et de Prisons.
En 2000, Jacques Rivette réalise Va savoir, une comédie librement inspirée du Carrosse d'or de Jean Renoir, cinéaste auquel il avait consacré en 1966 le documentaire Jean Renoir, le patron. Le film remporte un grand succès public avec un total de 501 306 entrées dans l'ensemble de l'Union européenne depuis sa sortie, dont 306 728 entrées en France.

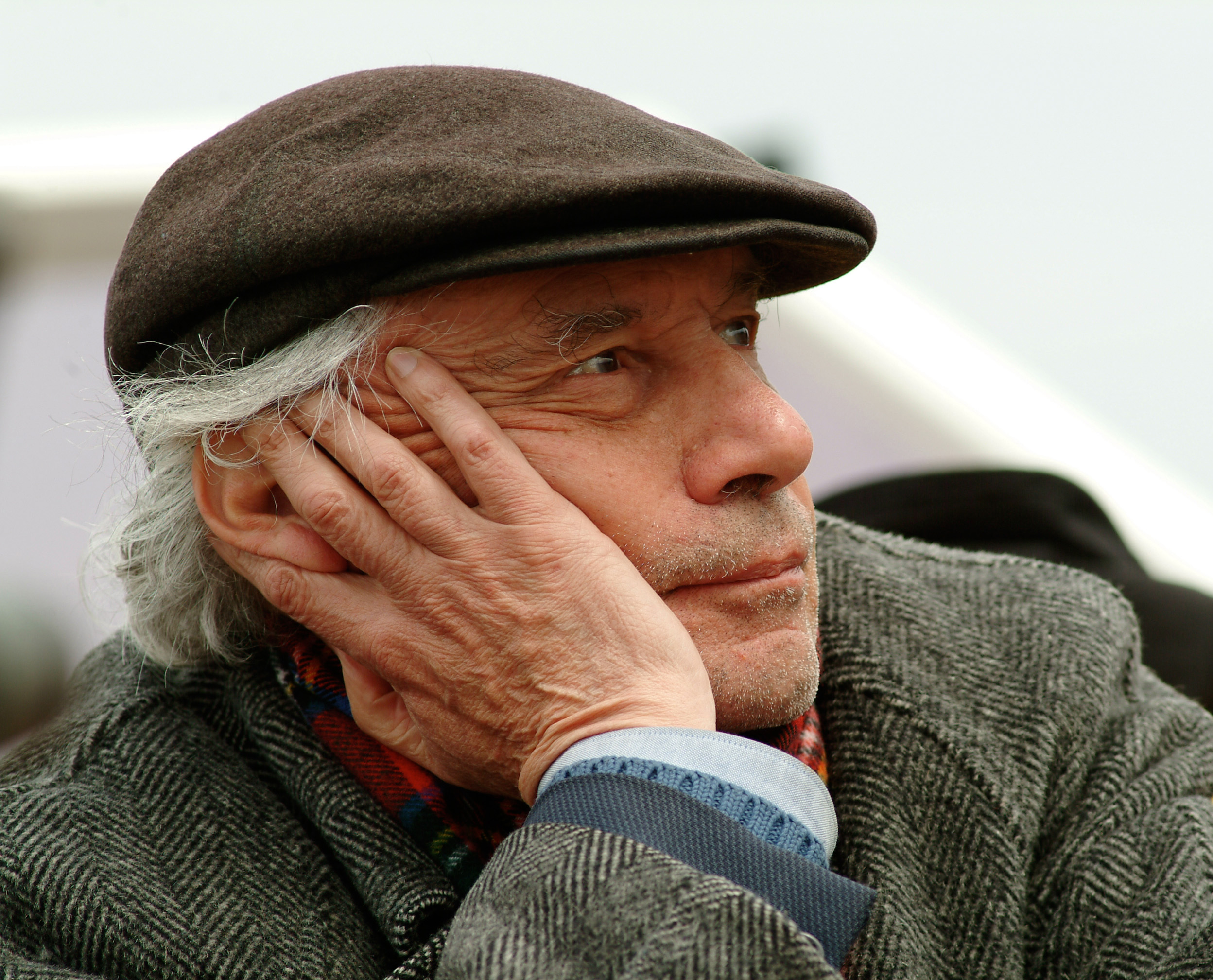
Jacques Rivette en 2006 au cours du tournage de Ne touchez pas la hache.

Ne touchez pas la hache, une adaptation du roman de Balzac La Duchesse de Langeais, sorti le 7 mars 2007, avec Jeanne Balibar et Guillaume Depardieu dans les rôles principaux, représente la France au festival de Berlin. Son dernier film, 36 vues du pic Saint-Loup, ne totalise que 42 743 entrées.

### Vie privée

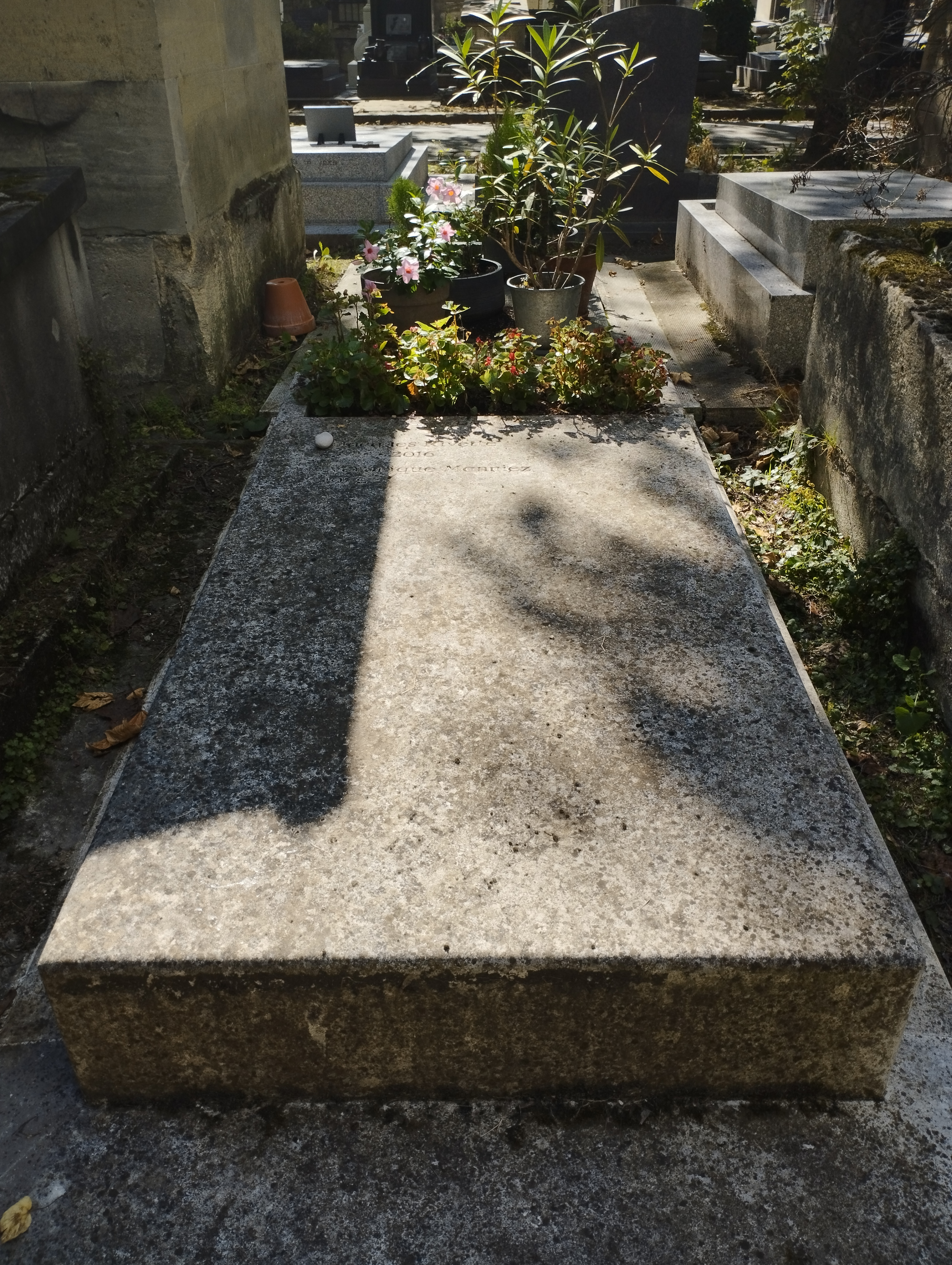
Tombe de Jacques Rivette au cimetière de Montmartre (division 21).

#### Vie de couple
Jacques Rivette a été marié avec la photographe et scénariste italienne Marilù Parolini (1931-2012), avec laquelle il coscénarise plusieurs films. À la suite de son divorce, il épouse Véronique Manniez (née en 1972).

#### Mort
Jacques Rivette meurt dans le 6e arrondissement de Paris le 29 janvier 2016, à 87 ans. Ses obsèques ont eu lieu le 5 février au cimetière de Montmartre dans le 18e arrondissement de Paris, où il a été inhumé (division 21), tout près de François Truffaut. Sur la pierre tombale, le nom de sa dernière épouse est déjà inscrit.

## Analyse de l'œuvre
Jacques Rivette n'est pas un homme de provocation, malgré le scandale causé par Suzanne Simonin, la Religieuse de Diderot. Plutôt que d’un manipulateur de l’opinion publique, il est plus proche d’un chercheur discret et passionné de façons nouvelles de faire du cinéma. Ses films sont fondés sur l'idée que le cinéma est une expérience, voire une expérimentation. Il prend un plaisir évident à enfreindre les normes, les codes et les conventions du 7e art. C'est dans cette optique qu'il traite la durée filmique : le « cas » Out 1 reste, à ce titre, un exemple unique en son genre, emblématique de la démarche iconoclaste de Rivette ; démarche qui devient la constante de son œuvre (la durée de ses films excède en effet presque toujours les 2 h 30).
La longueur, la lenteur des œuvres est à prendre comme une expérience à part entière, une expérimentation  permettant au spectateur consentant de « circuler » à son aise dans le film, participant ainsi « activement » au processus de création filmique renouvelé à chaque vision du film, comme surtout dans le très ludique Céline et Julie vont en bateau (1974), dans lequel s'entremêlent le fantastique et le quotidien. Cette fantaisie improvisée, mais d'une maîtrise néanmoins impressionnante, convoque Jean Cocteau et Lewis Carroll, références ouvertement assumées du cinéaste.

### Méthode de travail
Avec ses comédiens, Jacques Rivette utilise une méthode qu'il a conservée tout au long de sa carrière : pas de scénario, juste quelques pages de synopsis. Le texte est donné la veille ou parfois le jour du tournage. Dans Out 1, les acteurs ont entièrement improvisé leurs textes et mouvements.

### Acteurs

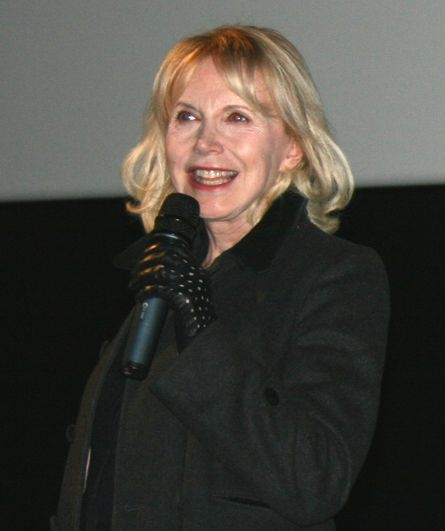
Bulle Ogier est la muse de Jacques Rivette. Elle a tourné sept longs métrages avec lui dont Out 1 : Noli me tangere.

Tels des sociétaires d'une troupe théâtrale (on pourrait presque parler d'une « Compagnie Jacques Rivette »), de nombreux comédiens se retrouvent dans plusieurs films du cinéaste, à commencer par les comédiennes : Bulle Ogier de L'Amour fou à Ne touchez pas la hache, Anna Karina, Michèle Moretti, Juliet Berto, Hermine Karagheuz, Nicole Garcia, Geraldine Chaplin, Jane Birkin.
Au sujet des acteurs, le cinéaste déclarait : « J’ai horreur du jeu « naturel » et « psychologique ». J’ai horreur des acteurs qui affichent sur l’écran leur vie intérieure. Les comédiens avec qui j’ai envie de tourner sont des acteurs physiques, corporels, des corps, des voix. Et le corps et la voix sont plus importants que les mots. »

## Filmographie

### Réalisateur

#### Longs métrages
- 1961 : Paris nous appartient
- 1967 : Suzanne Simonin, la Religieuse de Diderot
- 1969 : L'Amour fou
- 1971 : Out 1 : Noli me tangere (co-réalisation : Suzanne Schiffman)
- 1974 : Out 1 : Spectre (co-réalisation : Suzanne Schiffman)
- 1974 : Céline et Julie vont en bateau
- 1976 : Duelle
- 1976 : Noroît
- 1978 : Merry-Go-Round
- 1981 : Le Pont du Nord
- 1984 : L'Amour par terre
- 1985 : Hurlevent
- 1988 : La Bande des quatre
- 1991 : La Belle Noiseuse
- 1994 : Jeanne la Pucelle (film en deux parties : Les Batailles et Les Prisons)
- 1995 : Haut bas fragile
- 1998 : Secret défense
- 2001 : Va savoir
- 2003 : Histoire de Marie et Julien
- 2007 : Ne touchez pas la hache
- 2009 : 36 vues du pic Saint-Loup

#### Courts métrages
- 1949 : Aux quatre coins
- 1950 : Le Quadrille
- 1952 : Le Divertissement
- 1956 : Le Coup du berger
- 1974 : Naissance et mort de Prométhée
- 1982 : Paris s'en va
- 1995 : Lumière et Compagnie — segment Une aventure de Ninon

#### Émission documentaire
- 1966 : Jean Renoir le patron, en trois parties : 1. La Recherche du relatif — 2. Michel Simon, la direction d'acteur — 3. La Règle et l'Exception — collection Cinéastes de notre temps[4]

### Acteur / figuration / apparition à l'écran
- 1950 : Le Château de verre, de René Clément
- 1961: Paris nous appartient (dans le rôle d'un exilé hongrois)
- 1970 : Rome Is Burning, portrait de Shirley Clarke (Cinéastes de notre temps), de Noël Burch et André S. Labarthe[52]
- 1979 : La Mémoire courte d'Eduardo de Gregorio
- 1994 : Jeanne la Pucelle (dans le rôle d'un curé)
- 1995 : Haut bas fragile (dans le rôle d'un passant)

## Box-office
| Film                                      | France            |
| ----------------------------------------- | ----------------- |
| Paris nous appartient                     | 26 655 entrées    |
| Suzanne Simonin, la Religieuse de Diderot | 2 914 231 entrées |
| L'Amour fou                               | 91 071 entrées    |
| Out 1 - Noli me tangere (sortie 2015)     | 3 401 entrées     |
| Céline et Julie vont en bateau            | 198 963 entrées   |
| La belle Noiseuse                         | 277 696 entrées   |
| Jeanne la Pucelle (les Batailles)         | 143 445 entrées   |
| Jeanne la Pucelle (les Prisons)           | 60 241 entrées    |
| Haut Bas Fragile                          | 50 708 entrées    |
| Secret Défense                            | 35 000 entrées    |
| Va savoir                                 | 309 401 entrées   |
| Va savoir +                               | 1 734 entrées     |
| Histoire de Marie et Julien               | 51 581 entrées    |
| Ne touchez pas la hache                   | 92 259 entrées    |
| 36 vues du Pic Saint-Loup                 | 14 255 entrées    |

## Théâtre
Metteur en scène
- 1963 : La Religieuse de Denis Diderot, adaptation de Jean Gruault, avec Anna Karina, Isabelle Ehni, Nathalie Nerval, Studio des Champs-Élysées.
- 1989 (du 18 avril au 20 mai) : Tite et Bérénice de Pierre Corneille et Bajazet de Jean Racine, au théâtre Gérard Philipe de Saint-Denis.

## Publications
- Jacques Rivette (préf. Miguel Armas et Luc Chessel), Textes critiques, Paris, Post-éditions, 2018, 480 p. (ISBN 979-10-92616-20-0, présentation en ligne)
- Trois films fantômes de Jacques Rivette : Phénix, suivi de L'an II et Marie et Julien, Cahiers du cinéma, coll. « Fiction », 2002, 110 p. (ISBN 978-2-86642-322-3)
- (de) Jacques Rivette (trad. Heiner Gassen, Fritz Göttler), Schriften fürs Kino, Munich, Institut Français de Munich - Revue CICIM No. 24/25, 1989, 183 p.

### Documentaire
- Jacques Rivette, le veilleur (1990) documentaire de Claire Denis dans la série « Cinéastes de notre temps »

### Articles
- Raphaël Bassan, « Rivette, géomètre du complot », La Revue du cinéma, no 365,‎ octobre 1981, p. 81-96 (lire en ligne)
- Gérard Lefort et Marcus Rothe, « Jacques Rivette: « J'aime les films inégaux » », Libération,‎ 12 avril 1995 (lire en ligne, consulté le 29 mai 2012)
- Francesca Dosi, « Balzac et Rivette : l'énigme d'une rencontre », L'Année balzacienne, no 12,‎ janvier 2011, p. 337-363 (lire en ligne)
- Mehdi Benallal, « Notes sur Jacques Rivette (et quelques autres) », Foco n°8-9, 2020 (lire en ligne)